# Мінськ-Південний
Мінськ-Південний (біл. Мінск-Паўднё́вы, рос. Минск-Южный) — пасажирська залізнична станція 3-го класу Мінського відділення Білоруської залізниці. Розташована в столиці Білорусі Мінську на вулиці Лібаво-Роменській, за 3,6 км від Мінського залізничного вокзалу на електрифікованій лінії південно-східного напрямку Мінськ — Жлобин — Гомель й далі до кордону з Україною.

## Історія
Станція відкрита 1962 року. 1970 року електрифікована в складі дільниці Мінськ — Пуховичі з відкриттям руху приміських електропоїздів сполученням Мінськ — Руденськ — Пуховичі. 

## Пасажирське сполучення
Станція обслуговує приміські пасажирські перевезення. 
Приміське сполучення здійснюється поїздами регіональних ліній економ-класу:
- Мінськ — Руденськ
- Мінськ — Пуховичі
- Мінськ — Осиповичі I
- Мінськ — Жлобин-Пасажирський.